# Варнаков, Бронислав Александрович
Бронислав Александрович Варнаков (31 декабря 1934, Сызрань) — советский футболист, защитник, тренер. Мастер спорта СССР (1960).
Обучался в Индустриальном институте (1953), Политехническом институте им. М. И. Калинина. Окончил четыре курса ГОЛИФКа им. П. Ф. Лесгафта (с 1955).
С 1949 года занимался футболом в «Динамо» Куйбышев (первый тренер — Михаил Сенин). Серебряный призёр чемпионата России в составе юношеской сборной Куйбышева (1951). В 1951—1953 играл за дубль «Крыльев Советов». Выступал за ленинградские команды «Трудовые Резервы» (февраль 1954 — август 1958, июнь 1959 — декабрь 1959), «Светлана» (октябрь 1958 — июнь 1959), «Динамо» (январь 1960 — декабрь 1964). Старший тренер «Ждановца» (1964), тренер (1965) и игрок (1965) в «Коммунарце» Коммунарск. Игрок «Скорохода» (1967). Старший тренер ленинградских клубов «Новатор» (апрель 1968 — март 1969), «Нева» (июнь — октябрь 1969), «ЛМЗ» (ноябрь 1969 — март 1972).
С апреля 1972 работал слесарем.